# August Gustafsson
August Gustafsson, född 4 november 1875 i Tibro, död 31 oktober 1938 i Göteborg, var en svensk dragkampare.
Han var med i det svenska laget från Stockholmspolisen som vid de Olympiska spelen i Stockholm 1912 vann guldmedalj i dragkamp. De andra var Herbert Lindström, Erik Algot Fredriksson, Carl Jonsson, Erik Larsson, Johan Edman, Arvid Andersson och Adolf Bergman.